# Inge Bäck
Inge Bäck, född 6 februari 1937 i Västerås, död 28 april 2002 i Borlänge, var en svensk tecknare.
Hans konst består av landskap och naturmålningar med inslag av impressionism. Bäck är genom Statens konstråd representerad i ett flertal offentliga lokaler i Sverige.